# NGC 5949
NGC 5949 é uma galáxia espiral (Sbc) localizada na direcção da constelação de Draco. Possui uma declinação de +64° 45' 47" e uma ascensão recta de 15 horas, 28 minutos e 00,7 segundos.
A galáxia NGC 5949 foi descoberta em 28 de Novembro de 1801 por William Herschel.